# Crest Hill, Illinois
Crest Hill là một thành phố thuộc quận Will, tiểu bang Illinois, Hoa Kỳ. Năm 2010, dân số của thành phố này là 20837 người.

## Dân số
Dân số qua các năm:
- Năm 2000: 13329 người.
- Năm 2010: 20837 người.